# موتور علی امیری
موتور علی امیری یک منطقهٔ مسکونی در ایران است که در دهستان قلعه (منوجان) واقع شده‌است.